# Cerezal de Peñahorcada
Cerezal de Peñahorcada település Spanyolországban, Salamanca tartományban. Cerezal de Peñahorcada La Zarza de Pumareda, El Milano, Barruecopardo, Vilvestre és Mieza községekkel határos. Lakosainak száma 67 fő (2024).

## Népesség
A település népessége az elmúlt években az alábbi módon változott:
| Lakosok száma | 127  | 125  | 105  | 96   | 90   | 83   | 74   | 78   | 71   | 67   |
|               | 2001 | 2004 | 2007 | 2009 | 2012 | 2014 | 2017 | 2019 | 2022 | 2024 |